# Bhinmal
Bhinmal (em hindi:  भीनमाल) é uma cidade indiana do distrito de Jalore, no Rajastão. Fica a 72 km ao sul da cidade de Jalore. Seu nome é derivado da palavra shrimal. Foi a antiga capital do reino dos Gurjar durante o período medieval. É a cidade natal do poeta sânscrito Magha e do matemático e astrônomo Brahmagupta.